# IC 35
IC 35 ist eine Spiralgalaxie vom Hubble-Typ Sc im Sternbild Fische auf der Ekliptik. Sie ist schätzungsweise 210 Millionen Lichtjahre von der Milchstraße entfernt und hat einen Durchmesser von etwa 60.000 Lichtjahren.
Die-Typ-IIP-Supernova SN 2012fs wurde hier beobachtet.
Das Objekt wurde am 6. Januar 1894 vom französischen Astronomen Stéphane Javelle entdeckt.